# هيئة الخدمة العالمية

علم هيئة الخدمة العالمية.

هيئة الخدمات العالمية (بالإنجليزية:World Service Authority) منظمة غير ربحية هدفها توعية وتعزيز العالم في 3 مجالات هي "المواطنة العالمية"، و"قانون العالم"، والحكومة العالمية تأسست في عام 1954. والهئية معروفة ببيعها جوازات السفر العالمية.

## المنظمة
الهئية لديها مكاتب في واشنطن العاصمة ومكتب في شنغهاي، جمهورية الصين الشعبية، أغلقت هذه المكاتب اعتبارا من 1 يناير 2010. الهئية يرأسها حاليا ديفيد غالوب، وهو محامي.

## روابط خارجية
- هيئة الخدمة العالمية